# Des'ree
Desiree Annette "Des'ree" Weekes  (sinh ngày 30 Tháng 11 năm 1968), được biết đến với nghệ danh Des'ree (/ˈdɛz(ə)reɪ/), là một nghệ sĩ thu âm nhạc pop người Anh với sự nghiệp nổi bật trong những năm 1990. Cô nổi tiếng với các bản hit "Feel So High" (trong đó có ba video âm nhạc khác nhau được ghi lại), "You Gotta Be", "Life" và "Kissing You " (từ nhạc phim của bộ phim Romeo + Juliet). Tại lễ trao giải Brit năm 1999, cô đã nhận được giải thưởng Brit cho nữ nghệ sĩ solo xuất sắc nhất nước Anh.